# Anthony Hitchens
(en) Statistiques sur pro-football-reference
Anthony Hitchens, né le 10 juin 1992 à Lorain (Ohio), est un sportif professionnel américain de football américain ayant joué au poste de linebacker pendant huit saisons dans la National Football League (NFL), pour la franchise des Cowboys de Dallas (2014-2017) et celle des Chiefs de Kansas City (2018-2021).
Avec les Chiefs, il remporte le Super Bowl LIV.
Sélectionné lors du 4e tour de la draft 2014 de la NFL par les Cowboys, il avait auparavant joué au niveau universitaire pendant quatre saisons (2010-2013) au sein  de la NCAA Division I FBS  pour les Hawkeyes de l'université de l'Iowa.

## Biographie

### Carrière universitaire
Étudiant à l'université de l'Iowa, il y joue dans la NCAA Division I FBS et sa V Big Ten avec les Hawkeyes de 2010 à 2013. Il obtient en 20132 une sélection dans la deuxième équipe de sa conférence.

### Carrière professionnelle

#### Cowboys de Dallas (2014-2017)
Hitchens est sélectionné en 119e choix global lors du quatrième tour de la draft 2014 par la franchise des Cowboys de Dallas.
Le 1er juin 2014, il signe son contrat rookie avec les Cowboys.

#### Chiefs de Kansas City (2018-2021)
Le 15 mars 2018, Hitchens signe un contrat de 5 ans pour un montant de 45 millions de dollars avec les Chiefs de Kansas City.
Il y remporte le Super Bowl LVI au cours duquel il totalise 4 plaquages.
Libéré par les Chiefs le 22 février 2022, il n'est plus engagé par la suite.